# Хмельницька обласна премія імені Тараса Шевченка
Хмельницька обласна премія імені Тараса Шевченка — премія, встановлена 13 травня 1994 року для відзначення провідних діячів культури, літератури та мистецтва Хмельницької області за вклад у дослідження й популяризацію української мови і літератури, розвиток образотворчого мистецтва та відродження національної культури народу, пов'язаних з життям і творчістю Тараса Шевченка.

## Лауреати премії

### За 1993 рік
- Гаврилюк Віктор Юхимович (8 березня 1948, Хмельницький) — соліст хору Державного ансамблю пісні і танцю «Козаки Поділля».
- Диса Леонід Юхимович (20 жовтня 1953, село Новодубище Красилівського району Хмельницької області) — актор обласного музично-драматичного театру імені Михайла Старицького.
- Мазур Микола Іванович (2 січня 1948, Краснодарський край) — скульптор-монументаліст, художник.
- Медведчук Галина Кирилівна (29 грудня 1946, село Малий Раковець Іршавського району Закарпатської області) — старший науковий співробітник Меджибізького історико-етнографічного музею-фортеці.
- Мельник Микола Петрович (14 травня 1947, село Врублівці Кам'янець-Подільського району Хмельницької області) — керівник народного аматорського хору народної пісні «Смотрич» Кам'янець-Подільського міського Будинку культури.
- Прокопчук Тамара Костянтинівна (15 жовтня 1948, село Прислуч, Полонського району Хмельницької області) — директор Дунаєвецької централізованої бібліотечної системи.
- Федунець Микола Федорович (1 січня 1944, село Сушівці Білогірського району Хмельницької області — 2009, Хмельницький) — поет.
- Колектив Хмельницької обласної бібліотеки для дітей імені Тараса Шевченка.

### За 1994 рік
- Рожко Іван Ярославович (1 лютого 1952, село Устя Снятинського району Івано-Франківської області) — режисер-постановник Хмельницької обласної філармонії.

### За 1995 рік
- Троняк Ірина Володимирівна (23 березня 1936, село Кульчіївці Кам'янець-Подільського району Хмельницької області) — директор Кам'янець-Подільської районної централізованої бібліотечної системи.

### За 1996 рік
- Щур Валентина Григорівна (1 березня 1949, Хмельницький) — солістка Хмельницької обласної філармонії, заслужена артистка України, викладач Хмельницького музичного училища імені Владислава Заремби.

### За 1997 рік
- Босенко Микола Іванович (3 вересня 1950, село Чернявка Погребищенського району Вінницької обл.) — керівник капели бандуристів, викладач Хмельницького музичного училища імені Владислава Заремби.

### За 1998 рік
- Храпач Григорій Якович (26 травня 1924, село Гелетинці Хмельницького району Хмельницької області) — поет, прозаїк.

### За 1999 рік
- Магера Микола Никанорович (1 вересня 1922, Дунаївці Хмельницької області — червень 2008) — письменник.
- Сваричевський Анатолій Володимирович (29 січня 1930, село Баговиця Кам'янець-Подільського району Хмельницької області) — письменник-публіцист, краєзнавець, літературознавець.

### За 2000 рік
- Бєлєванцев Анатолій Васильович (26 вересня 1960, село Корнин Рівненської області) — методист ОУМЦК «Поділля».

За 2001 рік
- Постановча група Хмельницького обласного театру ляльок: Брижань Сергій Миколайович, Ніколаєв Михайло Юрійович, Пустовий Іван Тимофійович.

### За 2002 рік
- Український Державний ансамбль пісні і танцю «Козаки Поділля» Хмельницької обласної філармонії.

### За 2003 рік
- Цмур Ігор Іванович (21 червня 1971, Ужгород) — диригент-хормейстер, художній керівник муніципального камерного хору Хмельницького.
- Разумова Валерія Анатоліївна (15 лютого 1945, смт. Базарний Карабулак, Росія) — завідувач фортепіанного відділу Хмельницького музичного училища імені Владислава Заремби.

### За 2004 рік
- Кульбовський Микола Михайлович (13 листопада 1935, село Славенщина Народицького району Житомирської області) — письменник-публіцист, мистецтвознавець, педагог Хмельницького музичного училища ім. В. Заремби.

### За 2005 рік
- Відоменко Олександр Андроникович (7 липня 1931, село Моринці Звенигородського району Черкаської області) — письменник-публіцист.

### За 2006 рік
- Яківчук Галина Василівна (3 липня 1955, Макіївка Донецької області) — співачка, викладач Хмельницької гуманітарно-педагогічної академії.
- Лесь Володимир Степанович (10 травня 1927, село Андрійківці Хмельницького району Хмельницької області — липень 2007) — художник.

### За 2007 рік
- Мацько Віталій Петрович (24 квітня 1952, село Шрубків Летичівського району Хмельницької області) — письменник.

### За 2008 рік
- Молчанова Раїса Семенівна (28 квітня 1927, село Корчак Житомирського району Житомирської області) — письменник.
- Луценко Микола Олексійович (11 червня 1955, Шепетівка Хмельницької області) — завідувач відділу початкових навчальних закладів ОУМЦК «Поділля».

### За 2009 рік
- Чергіндзія Фатіма Олексіївна (2 квітня 1969, Абхазія) — солістка Хмельницької обласної філармонії.

### За 2010 рік
- Шмурікова-Гаврилюк Ніна Миколаївна (4 листопада 1953 р., с. Дацьки Чуднівського району Житомирської області) - поетеса.

### За 2011 рік
- Сторожук Ігор Якович (1 жовтня 1964 р., м. Хмельницький) – заслужений артист України, художній керівник обласного музично-драматичного театру імені М. Старицького

### За 2012 рік
- Ковбасіста Марія Омелянівна (29 червня 1965, с Нагоряни Заліщицького району Тернопільської  обл.) – викладач Хмельницької дитячої школи мистецтв.

### За 2013 рік
- Колектив Хмельницької обласної універсальної наукової бібліотеки імені Миколи Островського

### За 2014 рік
- Міхалевський Віталій Цізарійович (3 листопада 1961, с. Подільське, Кам'янець-Подільського району Хмельницької обл.) – Голова Хмельницького обласного об'єднання товариства "Просвіта" ім. Тараса Шевченка, член НСПУ.

### За 2015 рік
- Колектив Хмельницького обласного академічного театру ляльок.
- Гончарук Ніна Іванівна (11 січня 1949, с. Видошня Ярмолинецького району Хмельницької обл.) – майстр народної творчості.

### За 2016 рік
- Коллектив Академічного симфонічного оркестру Хмельницької обласної філармонії.[1]

### За 2017 рік
- Дробіт Степан Зіновійович (7 грудня 1985, с. Жовтанці Кам'янка-Бузького району Львівської обл.) – соліст, артист хору академічного ансамблю пісні і танцю "Козаки Поділля" Хмельницької обласної філармонії.
- Маліш Петро Іванович (27 січня 1953, с. Меденичі Дрогобицького району Львівської обл.) – подільський письменник, журналіст, Голова Хмельницької обласної організації Національної спілки письменників України, член Національної спілки журналістів України, член правління Хмельницького обласного об'єднання Всеукраїнського товариства "Просвіта" імені Тараса Шевченка.

### За 2018 рік
- Юрков Іван Михайлович (2 грудня 1944, с. Блищадь Хотинського району Чернівецької обл.) - художник-емальєр при Хмельницькому художньо-виробничому комбінаті Спілки художників України.
- Мартиник Тарас Петрович (11 серпня 1982, м. Новояворівськ Львівської обл.) - диригент академічного симфонічного оркестру Хмельницької обласної філармонії[2]

### За 2019 рік
Трунова Ірина Миколаївна (26 жовтня 1967, м. Хмельницький) - начальник управління інформаційної діяльності, культури, національностей та релігії ОДА
Діденко Зоя Олександрівна (24 березня 1949, с. Корнин Попільнянського р-ну Житомирської обл.) - громадський діяч, голова міського товариства “Просвіта”

### За 2020 рік
- Матвіюк Кузьма Іванович  (2 січня 1941, с. Ілляшівка Старокостянтинівського району Хмельницької області) -  репресований радянською владою за проукраїнські погляди, почесний  громадянин Хмельницького, член Національної спілки журналістів України.
- Семенків Інні Анатоліївні (2 квітня 1978, с. Ружа Чемеровецького району Хмельницької області) - викладачка Кам’янець-Подільського коледжу культури і мистецтв